# Вознесенка (Сумская область)
Вознесенка (укр. Вознесенка) — село,
Вознесенский сельский совет,
Бурынский район,
Сумская область,
Украина.
Код КОАТУУ — 5920981601. Население по переписи 2001 года составляло 534 человека.
Является административным центром Вознесенского сельского совета, в который, кроме того, входят сёла
Кореневка и
Сорока.

## Географическое положение
Село Вознесенка находится на левом берегу реки Терн,
выше по течению на расстоянии в 2 км расположено село Могильчино,
ниже по течению на расстоянии в 2 км расположено село Верхняя Сагаревка,
на противоположном берегу — село Болотовка.
По селу протекает сильно заболоченный ручей.
Через село проходит автомобильная дорога Т-1916.

## История
- Село известно со второй половины XVII века.

## Экономика
- Молочно-товарная ферма.
- «Терн», фермерское хозяйство, ООО.
- «Дзюба», ЧП.

## Объекты социальной сферы
- Школа І-II ст.